# Quái vật hồ Turtle
Quái vật hồ Turtle theo văn hóa dân gian Canada là một thực thể được cho là sinh sống ở hồ Turtle, Tây Trung Saskatchewan, Canada. Quái vật này thường được mô tả là một sinh vật dài 3–9 mét, có vảy hoặc nhẵn, không có vây lưng và đầu giống chó, cá ngựa hoặc lợn. Người bản địa được cho là lo lắng về sự chú ý mà con Quái vật này có thể mang lại và nói rằng đó chỉ đơn giản là một con cá tầm khổng lồ đã rời nhà và sinh sống ở hồ Turtle. Khoảng một năm một lần có người tuyên bố đã chạm trán với quái thú này.
Những báo cáo này bắt nguồn từ những ngày trước lúc định cư khi mà người Cree địa phương có truyền thuyết về những người mạo hiểm bước vào lãnh thổ của Quái vật hồ Turtle và biến mất không để lại dấu vết. Vụ chứng kiến quái vật có thể là do nhìn lầm một con cá tầm hồ lớn bất thường, hoặc một quần thể thằn lằn đầu rắn thời tiền sử còn sót lại.